# A Kozmosz 15. törvénye
A Kozmosz 15. törvénye Gergely Mihály 1984-ben a Kozmosz Fantasztikus Könyvek sorozatban megjelent tudományos-fantasztikus regénye.

## Történet
A Terroristák Világtrösztjének két alvezérét és 24 tagját letartóztatta az Unió rendőrsége. Szabadon engedésüket követelve a szervezet fenyegetésképpen atombombát robbantott egy amerikai kisvárosban, Wallasban. Ezzel a szörnyű bűncselekménnyel zsarolni akarták az amerikai kormányt, hogy az követeléseiket végre teljesítse. Ezután a Nobel-díjas Jan Aalsten professzort, a Kormányozhatatlan Föld című könyv szerzőjét, az Embervédő Szövetség elnökét halálosan megfenyegették a terroristák, hogy ne vegyen részt egy létfontosságú megbeszélésen. Jan, bár féltette a saját és családja életét, nemet mondott a fenyegetésre. Később egy furcsa telefonhívást kapott egy barátságos, távoli űrcivilizáció tudósától. A távoli K2 bolygó lakói, a zünök érzékelték, hogy a Naprendszerben termonukleáris robbantásokat végeztek. Vezetőségük elhatározta, hogy beavatkoznak a visszafordíthatatlan folyamatokba.
Ha valamely bolygó Értelmes Lényei létezésükben, kutató, tudományos munkájukban tévútra térnek, beérik hibás magyarázatokkal, ámítják önmagukat, s felfedezéseik, fegyvereik révén belépnek az ön- és közveszélyes létezés kritikus szakaszába, ez bizonyos önmegsemmisítéshez vezethet... Esetleg, ha elég idejük és módjuk van hozzá, más bolygók lakóit is veszélyeztetik... Ezért feltétlen parancs minden más bolygóbeli számára, ha erről tudomást szerzett, hogy azonnal beavatkozzék a tévútra tért Értelmes Lények sorsába... Megakadályozza az öngyilkosságot és mások veszélyeztetését, vagyis a Kozmoszba való kijutásukat. Ez a segítség a Kozmosz 15. egyetemes törvénye.

## Szereplők
- Jan Aalsten professzor
- Mary, Jan felesége
- Hans, Mary és Jan fia
- Klara, Jan édesanyja
- Flóra, Jan egyetemi kolléganője
- Pierre Lefevre, párizsi filozófus, író, újságíró
- Zün-te-mi (Kópé), zün tudós, kozmopszichológus
- Zün-tan-to, orvosnő
- Zün-ka-la, technikus
- Zün-te-lu, az expedíció vezetője
- Komor, zün tudós
- Van Haagen, rendőrfőkapitány
- Groningen tábornok
- Jordan Laren, riporter

## Kiadások
- Móra Ferenc Könyvkiadó, Budapest, 1984, ISBN 9632115813
- Hét Krajcár Kiadó, Budapest, 2003, ISBN 9638250852